# Candy Boy
Candy☆Boy (キャンディ ボーイ, Kyandi Bōi) é um original net animation de oito minutos produzido pela Anime International Company e dirigida por Takafumi Hoshikawa. Desde 22 de novembro de 2007, o ONA está disponível através de streaming no site audiovisual Cho! animelo e no serviço de vídeo online Nico Nico Douga. Seguiu-se uma série de sete episódios, com episódios sendo transmitidos entre 2 de maio de 2008 e 8 de maio de 2009. Episódios adicionais foram lançados em DVD, um com a versão em DVD do single "Bring Up Love", de Nayuta, e outro lançado com o volume 2 da série. Uma série de mangá spin-off de Hiro Tōge foi publicada em série na revista Comic Flapper da Media Factory entre novembro de 2009 e dezembro de 2010, com outra série, também de Tōge, distribuída em telefones celulares.
Como cenário de uma comédia escolar romântica, a história se concentra no relacionamento romântico entre Kanade e Yukino Sakurai, irmãs gêmeas em seu segundo ano em uma escola de ensino médio só para garotas em Tóquio, e o conflito gerado pelos sentimentos da caloura Sakuya Kamiyama em relação a Kanade.

## Mídias

### Anime
Em 5 de dezembro de 2007, Candy Boy foi lançado em DVD junto com a edição limitada do CD do single Candy Boy da artista coreana Meilin. Esse é o primeiro lançamento de um projeto chamado Anime 2.0, no qual um single é vendido acompanhado de um OVA.
Uma série de sete episódios de continuação começou a ser transmitida em 2 de maio de 2008. O primeiro volume em DVD dessa nova série foi lançado em 10 de dezembro de 2008. Um single de Nayuta chamado Bring up Love foi lançado em 13 de agosto de 2008, cuja edição em DVD contém um episódio extra da série.  O segundo volume em DVD foi lançado em 24 de junho de 2009, contendo outro episódio extra.

### Mangá
Uma adaptação em mangá da série por Hiro Tōge começou a ser serializada na revista de mangá seinen Comic Flapper em 5 de novembro de 2009. Um mangá spin-off também de Tōge, intitulado Candy Boy 〜Young girls fall in love!〜, que acompanha a vida de Sakuya e seus colegas de classe nos bastidores da história principal, foi distribuído na Flapper Mobile junto com o lançamento da história principal. Ambas as séries foram compiladas em dois volumes tankōbon, lançados em 23 de junho de 2010 e 22 de dezembro de 2010, respectivamente.
| N.º | Data de lançamento     | ISBN              |
| --- | ---------------------- | ----------------- |
| 1   | 23 de junho de 2010    | 978-4-8401-3331-9 |
| 2   | 22 de dezembro de 2010 | 978-4-8401-3724-9 |